# Heterotropus atlanticus
Heterotropus atlanticus är en tvåvingeart som beskrevs av Seguy 1930. Heterotropus atlanticus ingår i släktet Heterotropus och familjen svävflugor.
Artens utbredningsområde är Marocko. Inga underarter finns listade i Catalogue of Life.